# 空港経済区駅
空港経済区駅（くうこうけいざいく-えき）は中華人民共和国天津市東麗区に位置する天津地下鉄2号線の駅。

## 駅構造
- 島式ホーム1面2線の地上駅で、ホームドア完備。出口は2箇所ある。

## 注意点
- 当駅は天津浜海国際空港の敷地に位置するが、空港ターミナルではなく、空港のビジネス関係の建物でしかない。空港ターミナルには隣の浜海国際空港駅まで利用すること。

## 歴史
- 2012年7月1日 - 開業。[1]

## 隣の駅
- ■2号線

国山路駅 - 空港経済区駅 - 浜海国際機場駅

## 参考
1. ↑  “2号线站点介绍”.   天津市地下鉄道集団. 2017年3月8日閲覧。